# Ita O'Brien
Ita O'Brien (Inglaterra, 1964) es una directora de movimiento y coordinadora de intimidad para cine, teatro y televisión. O'Brien desarrolló y creó el proyecto Intimacy on Set Guidelines (Guía para la intimidad en el set), donde plantea una serie de lineamientos para realizar desnudos, escenas de sexo e intimidad en los escenarios y sets de rodaje, de manera que se preserve la intimidad de los actores, se identifiquen límites y se cree un ambiente seguro y respetuoso.

## Metodología de intimidad
O'Brien comenzó a desarrollar la guía para la intimidad en el set desde 2014, partiendo de su experiencia en la industria de entretenimiento inglesa. O'Brien plantea que es necesaria una comunicación honesta en la que se llegue a un acuerdo y consentimiento respecto a qué partes del cuerpo se pueden tocar, además de elegir el contenido sexual y grado de desnudez, y elegir una coreografía a seguir.
Su guía está disponible, en inglés y con licencia Creative Commons, en su página web.

## Trayectoria
Ita O'Brien es pionera en la coordinación de intimidad, y publicó el proyecto Intimacy on Set Guidelines en 2017. Tras el movimiento MeToo, la industria del cine y televisión comenzó a buscar a O'Brien y a usar su metodología en los set. 
En 2019, el equipo de producción de Sex Education la contrató como coordinadora de intimidad, siendo esta la primera vez que Netflix utilizó este servicio. La importancia del trabajo de O'Brien ganó notoriedad con la serie I may destroy you en 2020, ya que su creadora y protagonista, Michaela Cole, le agradeció al recibir el premio BAFTA a mejor actriz por "auspiciar espacios seguros y crear límites físicos, emocionales y profesionales para que podamos trabajar sobre la explotación, la pérdida del respeto o el abuso de poder sin ser explotados o abusados en el proceso”.
| Año  | Película                            | Rol                                  |
| ---- | ----------------------------------- | ------------------------------------ |
| 2024 | The Outrun                          | Coordinadora de intimidad            |
| 2023 | Locked In                           | Coordinadora de intimidad            |
| 2023 | Men Up                              | Coordinadora de intimidad            |
| 2023 | A very short film about longing     | Coordinadora de intimidad            |
| 2023 | North Star                          | Coordinadora de intimidad            |
| 2023 | The Pope's Exorcist                 | Coordinadora de intimidad            |
| 2023 | Magic Mike: The Last Dance          | Coordinadora de intimidad            |
| 2022 | Outdoors                            | Coordinadora de intimidad            |
| 2022 | Pretty Red Dress                    | Coordinadora de intimidad            |
| 2022 | Chevalier                           | Coordinadora de intimidad            |
| 2022 | Empire of Light                     | Coordinadora de intimidad            |
| 2022 | Lady Chatterley's Lover             | Coordinadora de intimidad            |
| 2022 | All the Old Knives                  | Coordinadora de intimidad            |
| 2021 | Birds of Paradise                   | Coordinadora de intimidad            |
| 2021 | The Last Duel                       | Coordinadora de intimidad            |
| 2021 | True Things                         | Coordinadora de intimidad            |
| 2021 | Mothering Sunday                    | Coordinadora de intimidad            |
| 2021 | The Dig                             | Coordinadora de intimidad            |
| 2019 | Keep Breathing                      |                                      |
| 2018 | The Terrible Tale of Henrietta Tate | Asistente de dirección de movimiento |
| 2016 | The Girl With All The Gifts         | Directora de movimiento asociada     |

| Año  | Obra                     | Ubicación                        |
| ---- | ------------------------ | -------------------------------- |
| 2023 | Antonio y Cleopatra      | Gran Teatre del Liceu, Barcelona |
| 2022 | The Rape of Lucrecia     | Royal Opera House, Londres       |
| 2022 | The Crucible             | Olivier Theatre, Londres         |
| 2022 | Like Water for Chocolate | Royal Opera House, Londres       |
| 2022 | Theodora                 | Royal Opera House, Londres       |
| 2022 | Spirit Awakening         | Almeida Theatre, Londres         |
| 2021 | Manor                    | National Theatre, Londres        |
| 2019 | The Censor               | The Hope Theatre                 |
| 2018 | Clipped                  | Access All Areas                 |
| 2018 | Madhouse Re:Ext          | Access All Areas                 |
| 2017 | Low Level Panic          | Orange Tree Theatre              |
| 2017 | Sea Fret                 | Old Red Lion Theatre             |

| Año  | Serie                      | Rol                       |
| ---- | -------------------------- | ------------------------- |
| 2024 | Masters of the Air         | Coordinadora de intimidad |
| 2023 | Then You Run               | Coordinadora de intimidad |
| 2023 | Foundation                 | Coordinadora de intimidad |
| 2023 | No Escape                  | Coordinadora de intimidad |
| 2023 | The Power                  | Coordinadora de intimidad |
| 2023 | Carnival Row               | Coordinadora de intimidad |
| 2022 | Amistades Peligrosas       | Coordinadora de intimidad |
| 2022 | Tell me everything         | Coordinadora de intimidad |
| 2022 | The Peripheral             | Coordinadora de intimidad |
| 2022 | Bad Sisters                | Coordinadora de intimidad |
| 2022 | The Undeclared War         | Coordinadora de intimidad |
| 2022 | The Outlaws                | Coordinadora de intimidad |
| 2022 | Conversations with friends | Coordinadora de intimidad |
| 2022 | Halo                       | Coordinadora de intimidad |
| 2022 | That Dirty Big Bag         | Coordinadora de intimidad |
| 2022 | Ten Percent                | Coordinadora de intimidad |
| 2022 | The Serpent Queen          | Coordinadora de intimidad |
| 2022 | Gentleman Jack             | Coordinadora de intimidad |
| 2022 | Vikings: Valhalla          | Coordinadora de intimidad |
| 2022 | Young Wallander            | Coordinadora de intimidad |
| 2022 | Chloe                      | Coordinadora de intimidad |
| 2021 | The Girl Before            | Coordinadora de intimidad |
| 2021 | You don't know me          | Coordinadora de intimidad |
| 2021 | Anne Boleyn                | Coordinadora de intimidad |
| 2021 | Sex Education              | Coordinadora de intimidad |
| 2021 | Master of None             | Coordinadora de intimidad |
| 2021 | The Pursuit of Love        | Coordinadora de intimidad |
| 2021 | Viewpoint                  | Coordinadora de intimidad |
| 2021 | Behind Her Eyes            | Coordinadora de intimidad |
| 2021 | It's a sin                 | Coordinadora de intimidad |
| 2020 | Pennyworth                 | Coordinadora de intimidad |
| 2020 | Industry                   | Coordinadora de intimidad |
| 2020 | Roadkill                   | Coordinadora de intimidad |
| 2020 | The Sister                 | Coordinadora de intimidad |
| 2020 | The Third Day              | Coordinadora de intimidad |
| 2020 | I Hate Suzie               | Coordinadora de intimidad |
| 2020 | Brave New World            | Coordinadora de intimidad |
| 2020 | I may destroy you          | Coordinadora de intimidad |
| 2020 | The Great                  | Coordinadora de intimidad |
| 2020 | Normal People              | Coordinadora de intimidad |
| 2020 | Gangs of London            | Coordinadora de intimidad |
| 2020 | Bulletproof                | Coordinadora de intimidad |
| 2019 | Watchmen                   | Coordinadora de intimidad |
| 2019 | Hanna                      | Coordinadora de intimidad |
| 2019 | Electric Dreams            | Coordinadora de intimidad |
| 2019 | Humans                     | Coordinadora de intimidad |